# 迪萊特鎮區 (內布拉斯加州卡斯特縣)
迪萊特鎮區（英語：Delight Township）是位於美國內布拉斯加州卡斯特縣的一個行政鎮區。

## 地方資料
迪萊特鎮區的面積為199.68平方千米，皆為陸地。根據2020年美國人口普查的數據，當地共有人口706人，而人口密度為每平方千米3.54人。